# Tour d'Alanya
Le Tour d'Alanya est une course cycliste sur route masculine qui a lieu chaque année fin février ou début mars à Alanya, en Turquie. Depuis 2023, il fait partie du calendrier UCI Europe Tour dans la classe 1.2. En 2010 et 2011, c'était une course à étapes.

## Palmarès
| Année | Vainqueur       | Deuxième        | Troisième              |
| ----- | --------------- | --------------- | ---------------------- |
| 2010  | Nikias Arndt    | Kemal Küçükbay  | Georgi Georgiev Petrov |
| 2011  | Gabor Kasa      | Nazim Bakırcı   | Nebojša Jovanović      |
| 2023  | Willie Smit     | Burak Abay      | Danil Evdokimov        |
| 2024  | Julien Trarieux | Benjamín Prades | Daniil Pronskiy        |